# Sudetertysker
Sudetertysker (tysk: Sudetendeutsche) er en betegnelse en etnisk tysker, der boede det område, der benævnes Sudeterlandet i grænsebjergene i området mellem Bøhmen, Schlesien og Mähren. Området lå efter 1. Verdenskrig i Tjekkoslovakiet, der efter 1. verdenskrig blev udskilt fra Østrig-Ungarn.
Sudetertyskerne var etniske tyskere, talte tysk og levede efter tysk tradition.
Efter afslutningen af 2. verdenskrig, blev store dele af den tyske befolkning fordrevet fra Tjekkoslovakiet.  